# Broadway – Seventh Avenue Line
|  | Urban stop on track |

|  | Urban stop on track |

|  | Urban stop on track |

|  | Unknown BSicon "utSTRa" |

| Urban tunnel stop on track |

| Urban tunnel stop on track |

| Urban tunnel station on track |

| Urban tunnel stop on track |

| Urban tunnel stop on track |

| Urban tunnel stop on track |

| Unknown BSicon "utSTRe" |

| Urban stop on track |

|  | Unknown BSicon "utSTRa" |

|  | Urban tunnel stop on track |

|  | Urban tunnel stop on track |

|  | Urban tunnel stop on track |

|  | Urban tunnel straight track | Urban head station |

|  | Urban tunnel straight track | Unknown BSicon "utSTRa" |

|  | Urban tunnel straight track | Urban tunnel stop on track |

|  | Urban tunnel straight track | Unknown BSicon "utABZg+l" |

|  | Urban tunnel straight track | Urban tunnel stop on track |

|  | Urban tunnel straight track | Urban tunnel stop on track |

|  | Urban tunnel straight track | Urban tunnel stop on track |

|  | Urban tunnel straight track | Urban tunnel stop on track |

|  | Unknown BSicon "utABZg+l" | Unknown BSicon "utSTRr" |

| Urban tunnel station on track |

| Urban tunnel stop on track |

| Urban tunnel stop on track |

| Urban tunnel station on track |

| Urban tunnel stop on track |

| Urban tunnel stop on track |

| Urban tunnel stop on track |

| Urban tunnel station on track |

| Urban tunnel station on track |

| Urban tunnel stop on track |

| Urban tunnel stop on track |

| Urban tunnel stop on track |

| Urban tunnel station on track |

| Urban tunnel stop on track |

| Urban tunnel stop on track |

| Urban tunnel stop on track |

| Urban tunnel stop on track |

| Urban tunnel station on track |

|  | Unknown BSicon "utABZgl" | Unknown BSicon "utSTR+r" |

|  | Urban tunnel stop on track | Urban tunnel straight track |

|  | Urban tunnel stop on track | Urban tunnel straight track |

|  | Urban end station in tunnel | Urban tunnel straight track |

|  |  | Urban tunnel stop on track |

|  |  | Urban tunnel stop on track |

|  |  | Urban tunnel stop on track |

|  | Urban stop on track |

|  | Urban stop on track |

|  | Urban stop on track |

|  | Unknown BSicon "utSTRa" |

| Urban tunnel stop on track |

| Urban tunnel stop on track |

| Urban tunnel station on track |

| Urban tunnel stop on track |

| Urban tunnel stop on track |

| Urban tunnel stop on track |

| Unknown BSicon "utSTRe" |

| Urban stop on track |

|  | Unknown BSicon "utSTRa" |

|  | Urban tunnel stop on track |

|  | Urban tunnel stop on track |

|  | Urban tunnel stop on track |

|  | Urban tunnel straight track | Urban head station |

|  | Urban tunnel straight track | Unknown BSicon "utSTRa" |

|  | Urban tunnel straight track | Urban tunnel stop on track |

|  | Urban tunnel straight track | Unknown BSicon "utABZg+l" |

|  | Urban tunnel straight track | Urban tunnel stop on track |

|  | Urban tunnel straight track | Urban tunnel stop on track |

|  | Urban tunnel straight track | Urban tunnel stop on track |

|  | Urban tunnel straight track | Urban tunnel stop on track |

|  | Unknown BSicon "utABZg+l" | Unknown BSicon "utSTRr" |

| Urban tunnel station on track |

| Urban tunnel stop on track |

| Urban tunnel stop on track |

| Urban tunnel station on track |

| Urban tunnel stop on track |

| Urban tunnel stop on track |

| Urban tunnel stop on track |

| Urban tunnel station on track |

| Urban tunnel station on track |

| Urban tunnel stop on track |

| Urban tunnel stop on track |

| Urban tunnel stop on track |

| Urban tunnel station on track |

| Urban tunnel stop on track |

| Urban tunnel stop on track |

| Urban tunnel stop on track |

| Urban tunnel stop on track |

| Urban tunnel station on track |

|  | Unknown BSicon "utABZgl" | Unknown BSicon "utSTR+r" |

|  | Urban tunnel stop on track | Urban tunnel straight track |

|  | Urban tunnel stop on track | Urban tunnel straight track |

|  | Urban end station in tunnel | Urban tunnel straight track |

|  |  | Urban tunnel stop on track |

|  |  | Urban tunnel stop on track |

|  |  | Urban tunnel stop on track |

Broadway – Seventh Avenue Line är en av New Yorks tunnelbanelinjer som går från Lower Manhattan och norrut till 215th Street i Inwood på Manhattan, linjen fortsätter sedan vidare till Van Cortlandt Park – 242nd Street i Bronx. En del av linjen tillhör New Yorks första tunnelbana som öppnade 1904, nämligen sträckan från Times Square – 42nd Street till 157th Street. Stationen Cortlandt Street förstördes under 11 september-attackerna mot World Trade Center, men återöppnades 2018 med namnet WTC Cortlandt. Lokaltåg stannar på alla stationer och expresståg endast på de större. Från stationen 96th Street utgår den korta Lenox Avenue Line mot Harlem – 148th Street.

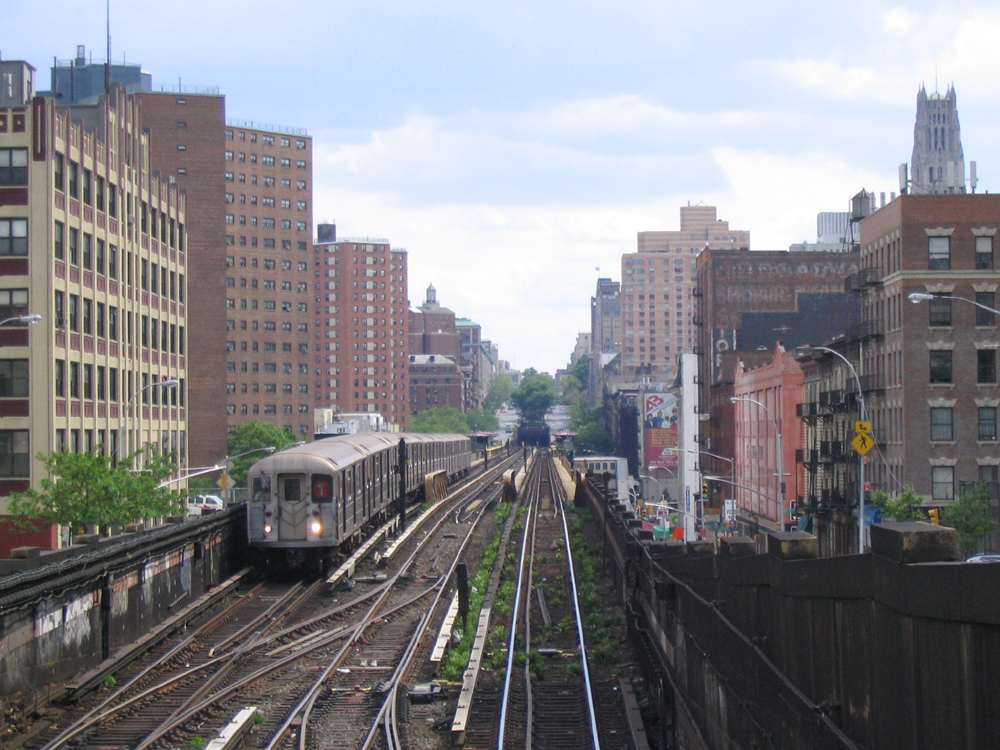
Nära 125th Street
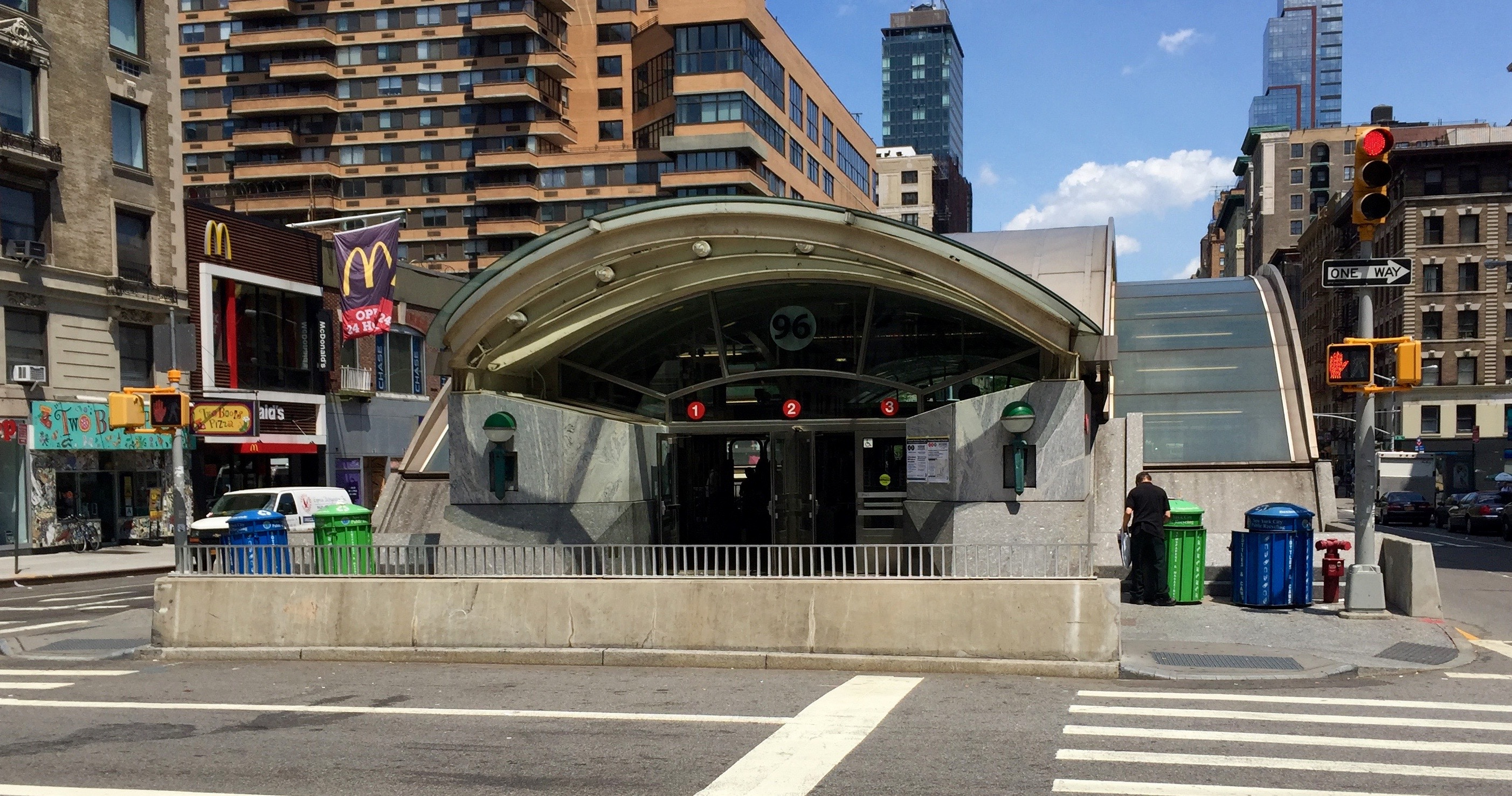
Entré 96th Street
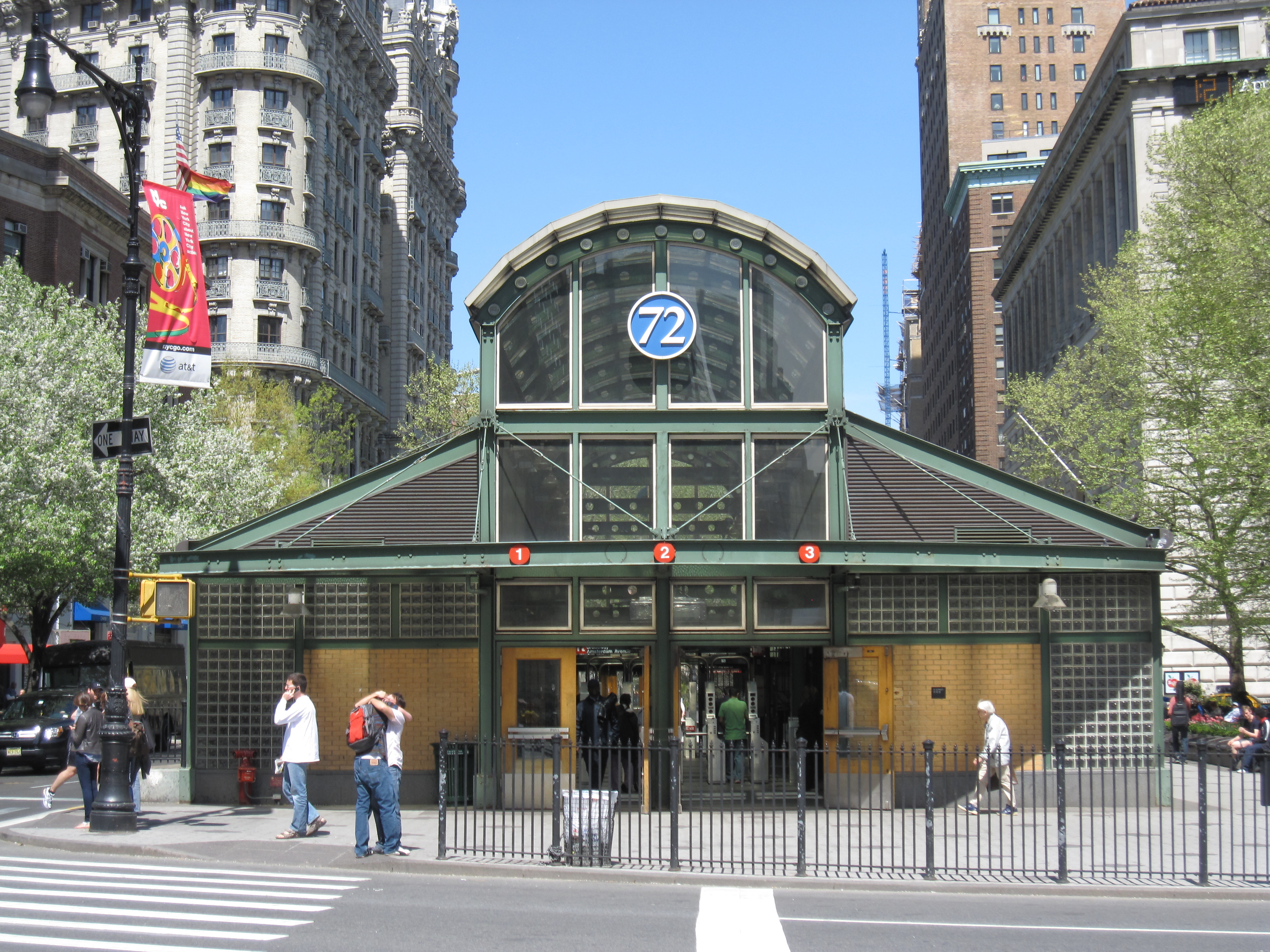
Entré 72nd Street
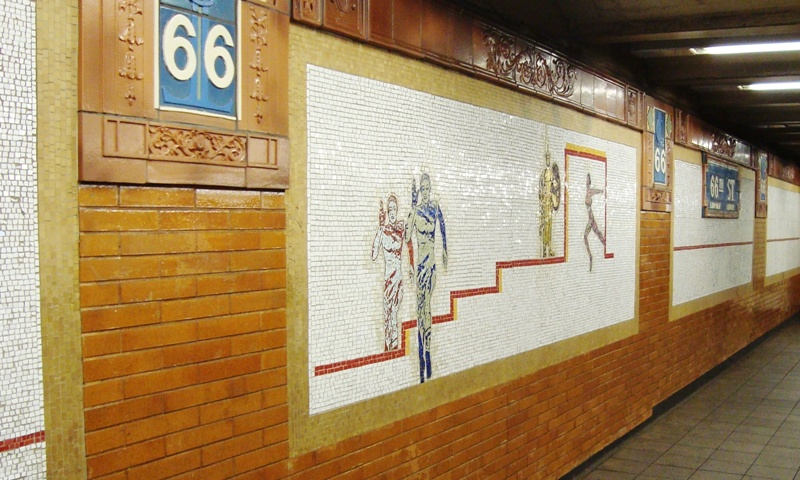
66th Street – Lincoln Center
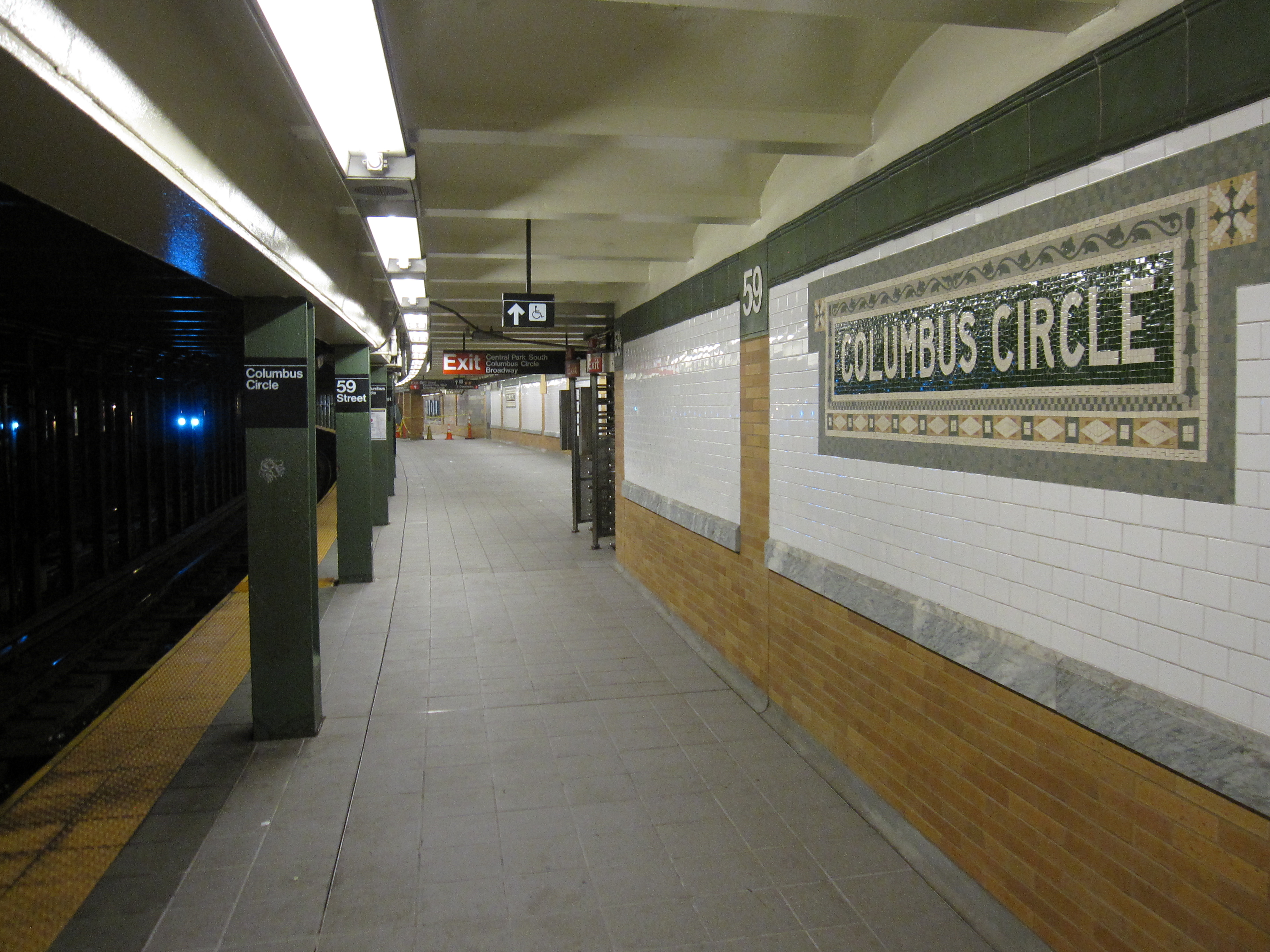
Columbus Circle
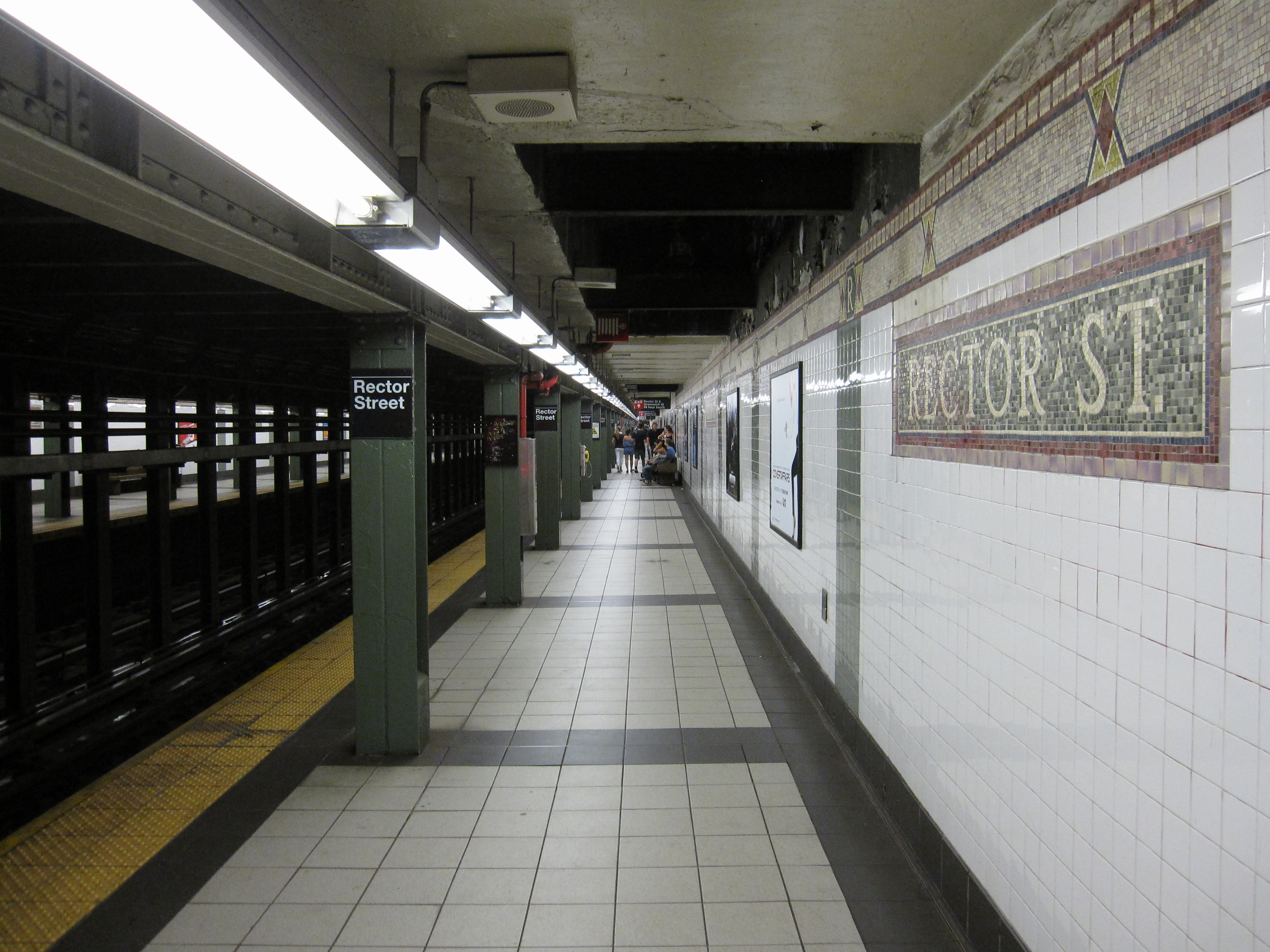
Rector Street
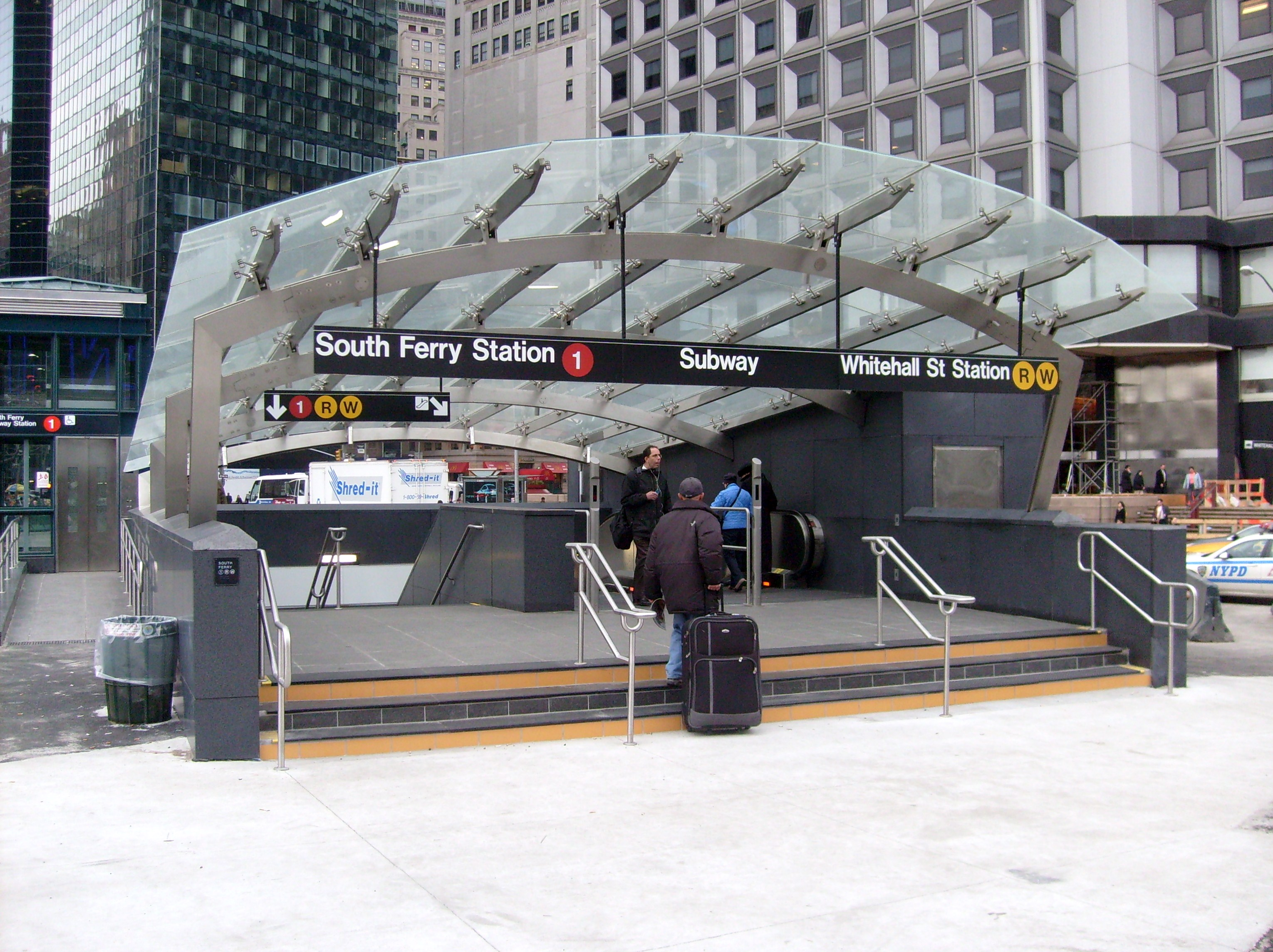
South Ferry
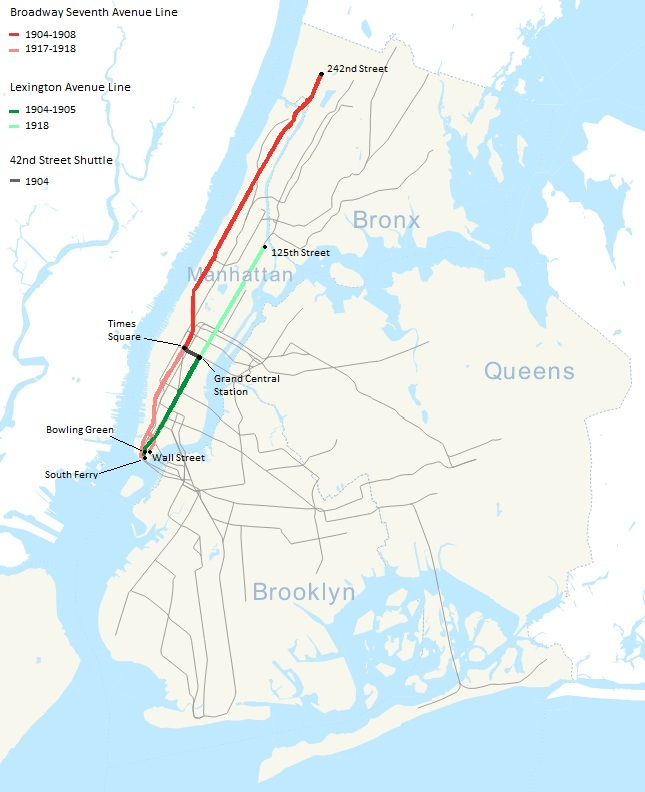
Sträckan norr om Times Square – 42nd Street är en del av New Yorks äldsta tunnelbana